# Georg Keßler

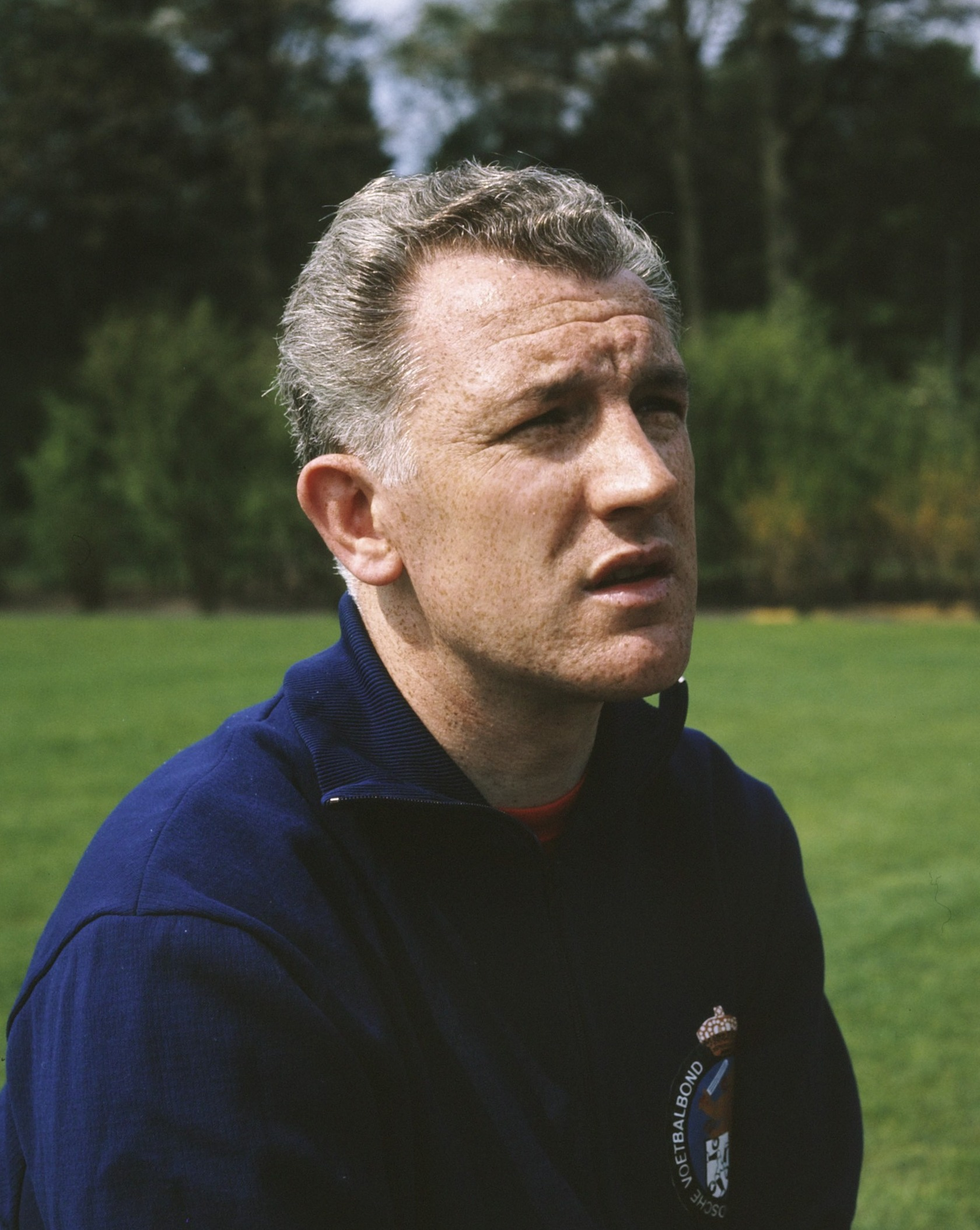
Georg Keßler, 1968

Georg Keßler (* 23. September 1932 in St. Ingbert) ist ein ehemaliger deutscher Fußballspieler und -trainer. Aufgrund seines Auftretens und seiner Umgangsformen hatte er den Beinamen „Sir“. Er war Bondscoach (niederländischer Nationaltrainer), seine größten Erfolge waren die Landesmeisterschaft mit AZ’67 Alkmaar sowie zwei UEFA-Pokal-Finalteilnahmen. 1978 führte er  SSW Innsbruck zum Gewinn des österreichischen Pokals. In Deutschland führte er Hertha BSC zur Vizemeisterschaft der Saison 1974/75 und zur Teilnahme im Pokalfinale zwei Jahre darauf.

## Leben
Georg Keßler wurde 1932 als Sohn eines deutschen Vaters und einer niederländischen Mutter in St. Ingbert im Saarland geboren. Sein Vater starb als Georg Keßler vier Jahre alt war, die Mutter zog später nach Sittard und heiratete den Fußballer Huub Rutten. Bei den Sittardse Boys spielte er in der Jugend, 1950 fusionierten diese mit vv Sittard zum RKSV Sittardia. Mit diesem spielte er teilweise erstklassig in der in regionalen Gruppen ausgetragenen niederländischen Fußballmeisterschaft, 1955 wechselte er zum SV Maurits und beendete zwei Jahre später seine aktive Laufbahn.
Später wurde er Professor an der Sporthochschule Köln. Georg Keßler lebt in Olef in der Eifel.

## Trainerkarriere
1965 schloss er sich dem niederländischen Fußballverband KNVB an. Im folgenden Jahr wurde er Bondscoach, also hauptverantwortlicher Nationaltrainer der niederländischen Fußballnationalmannschaft. Die Nationalmannschaft wurde von Keßler bis 1970 geleitet, ohne sich für Weltmeisterschaft 1966, Europameisterschaft 1968, Olympischen Spiele 1968 oder Weltmeisterschaft 1970 zu qualifizieren. Er betreute die Mannschaft in 28 Spielen, dabei gelangen zehn Siege und sechs Unentschieden.
1970/71 trainierte er Sparta Rotterdam. In der folgenden Saison holte er mit dem belgischen Verein RSC Anderlecht das Double aus Meisterschaft und Pokal. Keßler war wegen seines autoritären Auftretens umstritten und wurde während der Saison 1972/73 vorzeitig entlassen. Er wechselte zum PEC Zwolle in den Niederlanden und blieb dort bis 1974.

### Hertha BSC
Im Juli 1974 trat Keßler sein erstes Engagement in Deutschland bei Hertha BSC an. Dort war er Nachfolger von Helmut Kronsbein und erreichte 1975 die Vizemeisterschaft. In Keßlers dritter Saison erreichte Hertha erstmals das Finale des DFB-Pokals. Im Niedersachsenstadion Hannover endete das Spiel gegen den 1. FC Köln 1:1 nach Verlängerung. Da es seinerzeit noch kein Elfmeterschießen zur Entscheidung gab, musste das erste und einzige Mal ein Pokalendspiel wiederholt werden. Das zweite Spiel fand zwei Tage später am 30. Mai 1977 statt und endete 1:0 für Köln.

### SSW Innsbruck
Nach dem Pokalfinale wechselte Keßler 1977/78 für eine Saison zur SSW Innsbruck und erreichte das Pokalfinale gegen VOEST Linz. Das Hinspiel endete 1:1, das zweite Spiel brachte Innsbruck im heimischen Tivoli mit 2:1 den Pokalsieg.

### AZ Alkmaar
Anschließend trainierte Keßler den niederländischen AZ Alkmaar, der erst drei Jahre zuvor in die Eredivisie aufgestiegen  war. Alkmaar erreichte unter Keßler das UEFA-Pokal-Finale, gewann die niederländische Meisterschaft und den KNVB-Pokal. Im UEFA-Pokal-Finale unterlag Alkmaar der englischen Mannschaft Ipswich Town im Hinspiel mit 0:3, was durch den Rückspiel-Sieg mit 4:2 nicht ausgeglichen werden konnte.

### Brügge und Piräus
1982 wechselte er zum FC Brügge, wo er in seinen zwei Jahren den 5. und 3. Platz erreichte. Daraufhin nahm er ein Engagement bei Olympiakos Piräus an, das scheiterte. Am 25. Spieltag wurde das Engagement vorzeitig beendet.

### Köln
Schließlich trat er im Februar 1986 beim abstiegsgefährdeten 1. FC Köln als Nachfolger Hannes Löhrs an. In der Bundesliga brachte er die Mannschaft auf Platz 13 und ins UEFA-Cup-Finale gegen Real Madrid. Real Madrid gewann sein Heimspiel im Santiago-Bernabéu-Stadion mit 5:1. Das Rückspiel fand wegen vorangegangener Zuschauerausschreitungen in Waregem im Olympiastadion Berlin statt. Köln siegte mit 2:0 und konnte damit die Niederlage des Hinspiels nicht ausgleichen. In der folgenden Saison lag Köln am siebten Spieltag nach einem 1:3 gegen Bayer 05 Uerdingen auf Tabellenrang 16. Keßler wurde entlassen und durch Christoph Daum ersetzt.

### Karriereende in Belgien
Georg Keßler ging zurück nach Belgien und hatte Engagements bei Royal Antwerpen (3. Platz), Standard Lüttich sowie in den Niederlanden bei Fortuna Sittard, ehe er mit 60 Jahren in Ruhestand ging. 1996 sprang er wieder bei Royal Antwerpen ein. In der ersten Saison erreichte er den 6. Rang, im Folgejahr stieg Royal Antwerpen jedoch in die Zweitklassigkeit ab.

## Erfolge
RSC Anderlecht
- Belgischer Meister: 1971/72
- Belgischer Pokalsieger: 1971/72

Hertha BSC
- Deutscher Vizemeister: 1974/75
- Deutscher Pokalfinalist: 1976/77

SSW Innsbruck
- Österreichischer Pokalsieger: 1977/78

AZ Alkmaar
- Niederländischer Meister: 1980/81
- Niederländischer Pokalsieger: 1980/81
- UEFA-Pokal-Finalist: 1980/81

1. FC Köln
- UEFA-Pokal-Finalist: 1985/86